# Hydra (album)
Hydra je drugi studijski album ameriške rock skupine Toto, ki je izšel leta 1979 in je vključeval tri single: »St. George and the Dragon«, »99« in »All Us Boys«. Album se je uvrstil na 37. mesto na Billboardovi lestvici pop albumov. Od singlov se je samo »99«, ki je bil posnet po znanstvenofantastičnem filmu THX 1138, uvrstil višje na lestvico in sicer na 26. mesto.

## Seznam skladb
Vse skladbe je napisal David Paich, razen, kjer je posebej označeno.
| Stran 1 | Stran 1                                                                                          | Stran 1 |
| Št.     | Naslov                                                                                           | Dolžina |
| ------- | ------------------------------------------------------------------------------------------------ | ------- |
| 1.      | „Hydra‟ (David Hungate, Bobby Kimball, Steve Lukather, David Paich, Steve Porcaro, Jeff Porcaro) | 7:31    |
| 2.      | „St. George and the Dragon‟                                                                      | 4:45    |
| 3.      | „99‟                                                                                             | 5:16    |
| 4.      | „Lorraine‟                                                                                       | 4:46    |

| Stran 2 | Stran 2                                                     | Stran 2 |
| Št.     | Naslov                                                      | Dolžina |
| ------- | ----------------------------------------------------------- | ------- |
| 1.      | „All Us Boys‟                                               | 5:03    |
| 2.      | „Mama‟ (David Paich, Bobby Kimball)                         | 5:14    |
| 3.      | „White Sister‟ (David Paich, Bobby Kimball)                 | 5:39    |
| 4.      | „A Secret Love‟ (David Paich, Bobby Kimball, Steve Porcaro) | 3:07    |

## Singli
- »99« / »Hydra«
- »St George and the Dragon« / »A Secret Love«
- "All Us Boys« / »Hydra« (izdano v ZDA)

## Zasedba

### Toto
- Bobby Kimball – solo vokal, spremljevalni vokal
- Steve Lukather – kitare, solo vokal, spremljevalni vokal
- David Paich – klaviature, solo vokal, spremljevalni vokal
- Steve Porcaro – klaviature, elektronika
- David Hungate – bas kitara, kitara
- Jeff Porcaro – bobni, tolkala

### Dodatni glasbeniki
- Lenny Castro – tolkala
- Michael Boddicker – klaviature
- Roger Linn – sintetizator
- Marty Paich – godalni aranžma